# Tartiflette met Hervekaas

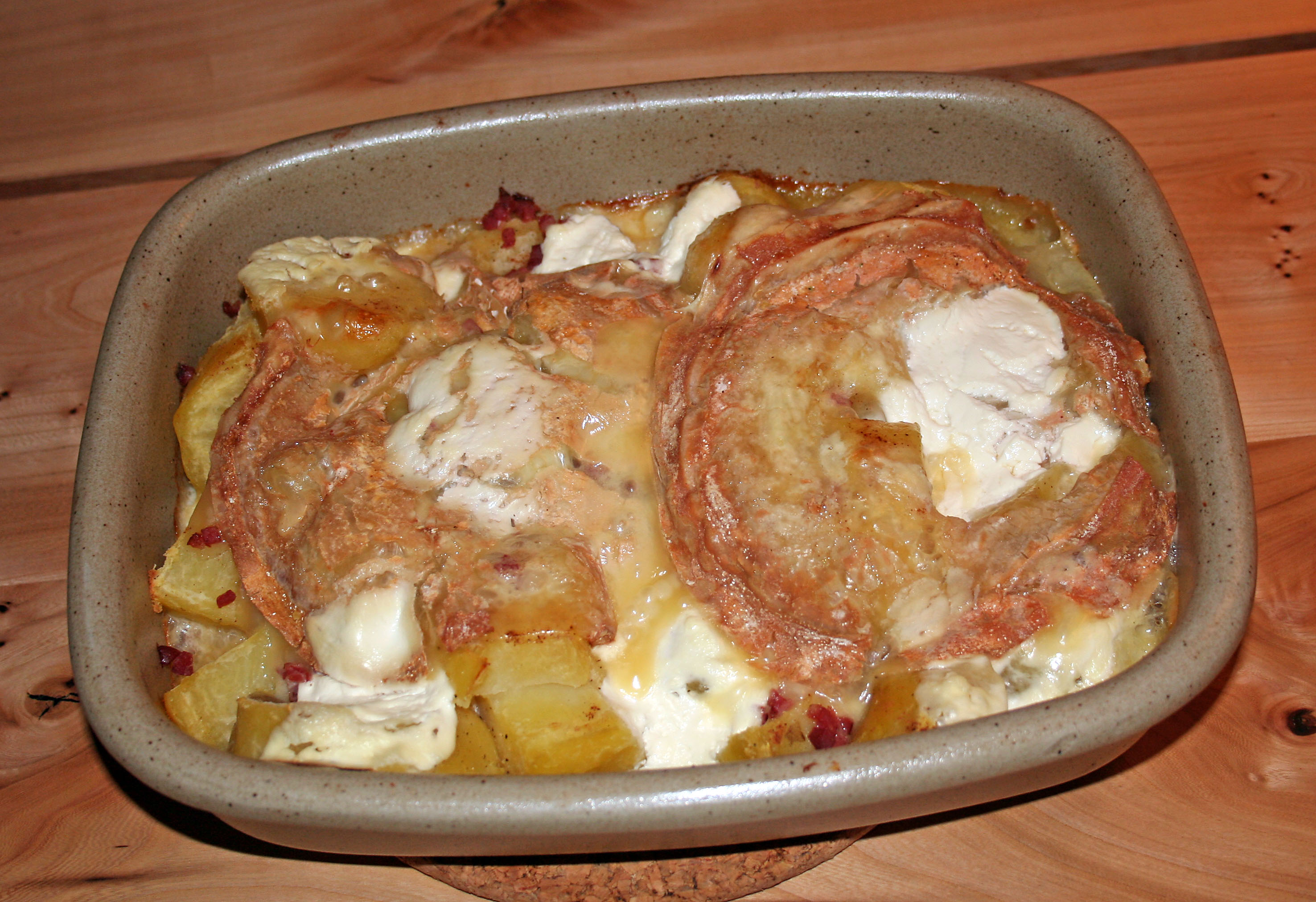
Tartiflette

Tartiflette met Hervekaas is een streekgerecht uit de Belgische provincie Luik en omgeving. Het wordt gemaakt van aardappelen, spek, ui, hervekaas en peket. Andere bekende Belgische varianten zijn tartiflette à la Liégeoise bereid met Luikse stroop, tartiflette met witlof en Chimay, tartiflette met jeneverbessen en Mechelse koekoek en tartiflette à la bière d'Orval.
Tartiflette komt oorspronkelijk uit Frankrijk waar het wordt bereid met witte wijn en Reblochon, een kaas uit de Haute-Savoie.